# 大幸
大幸（だいこう）は、愛知県名古屋市東区の地名。現行行政地名は大幸一丁目から大幸四丁目。住居表示実施。

## 地理
名古屋市東区北東部に位置する。東は砂田橋二丁目、南は矢田南四丁目・大幸南一丁目、北は守山区に接する。

### 河川
- 矢田川

## 歴史
西春日井郡大幸村を前身とする。

### 町名の由来
由来は複数説ある。当地が矢田川畔であることから「大河」が転じたとも、近くの「醍醐森」の森が省かれ転じたとも、南にあった上野村が狩りの好適地であり山の幸が豊かであった、すなわち「大幸」（おおさち）であったのを戦国時代に音読するようになったともいう。また、森を離れた場所を意味するという「タイコ」なるアイヌ語に由来するとする説もある。

### 沿革
- 1889年（明治22年）10月1日 - 合併に伴い、西春日井郡六郷村大字大幸となる[4]。
- 1921年（大正10年）8月22日 - 合併に伴い、名古屋市東区大幸町となる[4]。
- 1935年（昭和10年） - 現在の大幸南一丁目にあたる一帯に三菱重工業の工場が設置され、以降農村からの脱却が進むこととなる[5]。
- 1943年（昭和18年）8月10日 - 矢田町との間で境界を変更する[4]。
- 1944年（昭和19年） - 軍需産業の発達に伴い航空機製造の一大拠点となっていた一帯が、名古屋大空襲により壊滅する[5]。
- 1984年（昭和59年）
  - 1月15日 - 一部が大幸南一丁目に編入される[4]。
  - 10月22日 - 一部が砂田橋一丁目から同四丁目にそれぞれ編入される[4]。
- 1987年（昭和62年）11月24日 - 大幸町を廃止し、大幸一丁目から同四丁目を編成[4]。同時に住居表示を実施する[4]。また、大幸一丁目から同三丁目には矢田町の一部を編入している[4]。

## 世帯数と人口
2019年（平成31年）2月1日現在の世帯数と人口は以下の通りである。
| 丁目       | 世帯数    | 人口    |
| ---------- | --------- | ------- |
| 大幸一丁目 | 375世帯   | 734人   |
| 大幸二丁目 | 352世帯   | 708人   |
| 大幸三丁目 | 402世帯   | 781人   |
| 大幸四丁目 | 767世帯   | 1,394人 |
| 計         | 1,896世帯 | 3,617人 |

### 人口の変遷
国勢調査による人口の推移
| 2000年（平成12年） | 3,257人 | [ WEB 6 ] |  |
| 2005年（平成17年） | 3,393人 | [ WEB 7 ] |  |
| 2010年（平成22年） | 3,396人 | [ WEB 8 ] |  |
| 2015年（平成27年） | 3,671人 | [ WEB 9 ] |  |

## 学区
市立小・中学校に通う場合、学校等は以下の通りとなる。また、公立高等学校に通う場合、学区は以下の通りとなる。
| 丁目       | 番・番地等 | 小学校               | 中学校               | 高等学校 |
| ---------- | ---------- | -------------------- | -------------------- | -------- |
| 大幸一丁目 | 全域       | 名古屋市立矢田小学校 | 名古屋市立矢田中学校 | 尾張学区 |
| 大幸二丁目 | 全域       | 名古屋市立矢田小学校 | 名古屋市立矢田中学校 | 尾張学区 |
| 大幸三丁目 | 全域       | 名古屋市立矢田小学校 | 名古屋市立矢田中学校 | 尾張学区 |
| 大幸四丁目 | 全域       | 名古屋市立矢田小学校 | 名古屋市立矢田中学校 | 尾張学区 |

## 交通

### 鉄道
- 名鉄瀬戸線矢田駅[1]
- 名古屋ガイドウェイバス（ガイドウェイバス志段味線（ゆとりーとライン）ナゴヤドーム前矢田駅
- 名古屋市営地下鉄名城線砂田橋駅

### 道路
- 瀬戸街道（愛知県道15号名古屋多治見線）[1]

## 施設
- 大幸公園[1]
大幸三丁目に所在する都市公園[6]。1941年（昭和16年）開園[6]。
- 名城幼児園[1]
- 八幡社[1]
源義家が飲み水を求め矢を田に刺すと、わき水を得、「大幸、大幸」と喜んだとする伝説が残る[5]。
- 大幸保育園[1]
- 臨済宗妙心寺派大幸寺[1]

## その他

### 日本郵便
- 郵便番号 : 461-0043[WEB 3]（集配局：名古屋東郵便局[WEB 12]）。

### WEB
1. 1 2  “愛知県名古屋市東区の町丁・字一覧”.   人口統計ラボ. 2017年10月7日閲覧。
2. 1 2  “町・丁目(大字)別、年齢(10歳階級)別公簿人口(全市・区別)”.   名古屋市 (2019年2月20日). 2019年3月10日閲覧。
3. 1 2  “郵便番号”.  日本郵便. 2019年3月17日閲覧。
4. ↑  “市外局番の一覧”.   総務省. 2019年1月6日閲覧。
5. ↑  名古屋市役所市民経済局地域振興部住民課町名表示係 (2017年3月15日). “東区の町名一覧”.   名古屋市. 2017年10月7日閲覧。
6. ↑  名古屋市役所総務局企画部統計課統計係 (2005年7月1日). “（刊行物）名古屋の町(大字)・丁目別人口 (平成12年国勢調査) 東区” (xls). 2017年10月8日閲覧。
7. ↑  名古屋市役所総務局企画部統計課統計係 (2007年6月29日). “平成17年国勢調査　名古屋の町(大字)別・年齢別人口 東区” (xls). 2017年10月8日閲覧。
8. ↑  名古屋市役所総務局企画部統計課統計係 (2012年6月29日). “平成22年国勢調査　名古屋の町(大字)別・年齢別人口 東区” (xls). 2017年10月8日閲覧。
9. ↑  名古屋市役所総務局企画部統計課統計係 (2017年7月7日). “平成27年国勢調査　名古屋の町(大字)別・年齢別人口” (xls). 2017年10月8日閲覧。
10. ↑  “市立小・中学校の通学区域一覧”.   名古屋市 (2018年11月10日). 2019年1月14日閲覧。
11. ↑  “平成29年度以降の愛知県公立高等学校（全日制課程）入学者選抜における通学区域並びに群及びグループ分け案について”.   愛知県教育委員会 (2015年2月16日). 2019年1月14日閲覧。
12. ↑  郵便番号簿 平成29年度版 - 日本郵便. 2019年03月10日閲覧 (PDF)

### 書籍
1. 1 2 3 4 5 6 7 8 9  「角川日本地名大辞典」編纂委員会 1989, p. 1513.
2. 1 2  名古屋市計画局 1992, p. 145.
3. ↑  野村三郎 1967, p. 56.
4. 1 2 3 4 5 6 7 8  名古屋市計画局 1992, p. 743.
5. 1 2 3  名古屋市計画局 1992, p. 146.
6. 1 2  名古屋市農政緑地局管理部緑地管理課 1996, p. 18.